# Vitallium
Vitallium ist eine Legierung, die sich größtenteils aus Kobalt, Chrom und Molybdän zusammensetzt. Die Legierung wird hauptsächlich für Implantate und die Schaufeln von Gasturbinen verwendet und ist ein von Pfizer Hospital Products Group, Inc. registrierter Handelsname. Der bekannteste Hersteller von Vitallium ist International Nickel.
| Element         | Gehalt            |
| --------------- | ----------------- |
| Kobalt          | ~ 60 %            |
| Chrom           | 25 – 30 %         |
| Molybdän        | 5 – 10 %          |
| Andere Elemente | (geringer Anteil) |

## Anwendungsgebiete
ImplantateIn der Orthopädischen Chirurgie wird es für künstliche Gelenke und andere Implantate verwendet.
ZahnersatzZur Herstellung von Modellgussprothesen, weil es praktisch keine allergischen Reaktionen hervorruft, korrosionsbeständig und leicht ist. (Siehe Chrom-Cobalt-Molybdän-Legierung)
GasturbinenUnter der Typenbezeichnung Haynes Alloy 21 wird Vitallium zum Bau von Gasturbinenschaufeln eingesetzt, die sowohl thermisch als auch mechanisch stark beansprucht werden.
ChemikalienbehälterBehälter aus Vitallium werden für die Lagerung aggressiver Chemikalien verwendet, da aufgrund der Belastbarkeit der Legierung die Behälter dabei gar nicht oder nur minimal angegriffen werden.